# Макграт, Дерек (регбист)
Дерек Джордж Макграт (англ. Derek George McGrath, родился 3 мая 1960 года в Дублине) — ирландский регбист и спортивный функционер, в 2000—2014 годах — исполнительный директор Европейского регбийного кубка и Европейского профессионального клубного регби.

## Биография
Окончил Университетский колледж Дублина по специальности «хирург-ветеринар», работал в фармацевтической компании Корка. Как регбист выступал за команды Корка и Манстера. Сыграл за сборную Ирландии пять матчей: 3 марта 1984 года в Дублине дебютировал матчем против Шотландии на «Лэнсдаун Роуд» (Кубок пяти наций), ещё четыре матча сыграл на чемпионате мира в Новой Зеландии в 1987 году, отметившись прорывом в тест-матче против Аргентины по флангу.
В 2000 году стал директором Европейского регбийного кубка после того, как Кубок Хейнекен обрёл статус полноценного клубного турнира: стараниями Макграта кубок стал главным клубным турниром Европы (отчасти благодаря сделке с телекомпанией Sky Sports Руперта Мёрдока и пивоваренной компанией Heineken), выручка его выросла с 14 млн евро в 1999 году до 54 млн евро в 2014 году. В 2014 году отказался от должности директора Европейского профессионального клубного регби после расформирования Европейского регбийного кубка.
Был организатором скачек на ипподроме Курраг до 2019 года, однако из-за провала государственного проекта по реорганизации ипподрома стоимостью 36 млн. евро ушёл в отставку.